# أمالي تومسن
أمالي تومسن (بالدنماركية: Amalie Thomsen)‏ هي راكبة الكنو دنماركية، ولدت في 12 سبتمبر 1994.

## وصلات خارجية
- أمالي تومسن على موقع الاتحاد الدولي للكانو (الإنجليزية)
- أمالي تومسن على موقع أوليمبيديا (الإنجليزية)